# Kruk (ścieżka dźwiękowa)
Kruk – ścieżka dźwiękowa z filmu Kruk, wydana w roku 1994. Największym przebojem tej płyty była piosenka "Big Empty" zespołu Stone Temple Pilots, która znalazła się także w ich albumie pt. Purple.

## Lista utworów
1. "Burn" – The Cure – 6:39
2. "Golgotha Tenement Blues" – Machines Of Loving Grace – 4:01
3. "Big Empty" – Stone Temple Pilots – 4:56
4. "Dead Souls" – Nine Inch Nails – 4:54
5. "Darkness" – Rage Against the Machine – 3:41
6. "Color Me Once" – Violent Femmes – 4:09
7. "Ghost Rider" – Rollins Band – 5:45
8. "Milquetoast" (also known as "Milktoast") – Helmet – 3:59
9. "The Badge" – Pantera – 3:54
10. "Slip Slide Melting" – For Love Not Lisa – 5:47
11. "After the Flesh" – My Life with the Thrill Kill Kult – 2:59
12. "Snakedriver" – The Jesus and Mary Chain – 3:41
13. "Time Baby III" – Medicine – 3:52
14. "It Can't Rain All the Time" – Jane Siberry – 5:34